# فریدریش وتر
فریدریش وتر (Pax Vobis؛ زاده ۲۰ فوریهٔ ۱۹۲۸) یک کاردینال اهل آلمان است.